# Valla (Australië)
Valla is een plaats in de Australische deelstaat New South Wales, en telt 1054 inwoners (2006).
Het ligt in de Nambucca vallei dicht bij de kust. Het was oorspronkelijk een houthekkersdorp.
Het heeft een relatief oudere bevolking: gemiddeld 50 (tegenover 37 voor de deelstaat), en meer dan een vierde is ouder dan 65.